# Alan Hansen
Alan David Hansen (13 de juny de 1955) és un exfutbolista escocès de la dècada de 1980.
Fou internacional amb la selecció de futbol d'Escòcia amb la qual participà en la Copa del Món de futbol de 1982. Pel que fa a clubs, defensà els colors de Partick Thistle, i principalment el Liverpool FC.

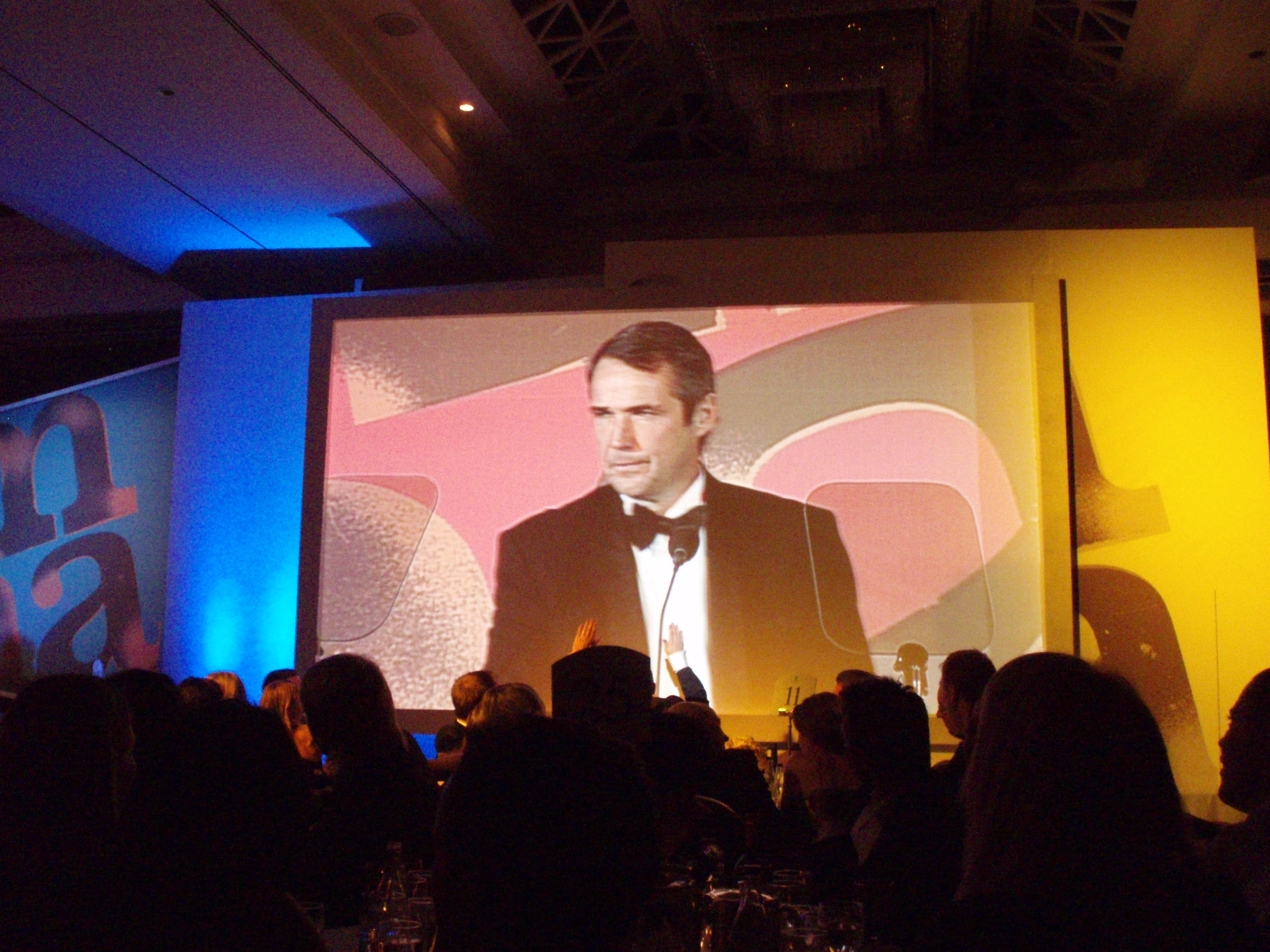
Alan Hansen el 2006.